# Falkensteinbülbül
Der Falkensteinbülbül (Chlorocichla falkensteini, Syn.: Andropadus falkensteini; Criniger Falkensteini) ist eine Vogelart aus der Familie der Bülbüls (Pycnonotidae).

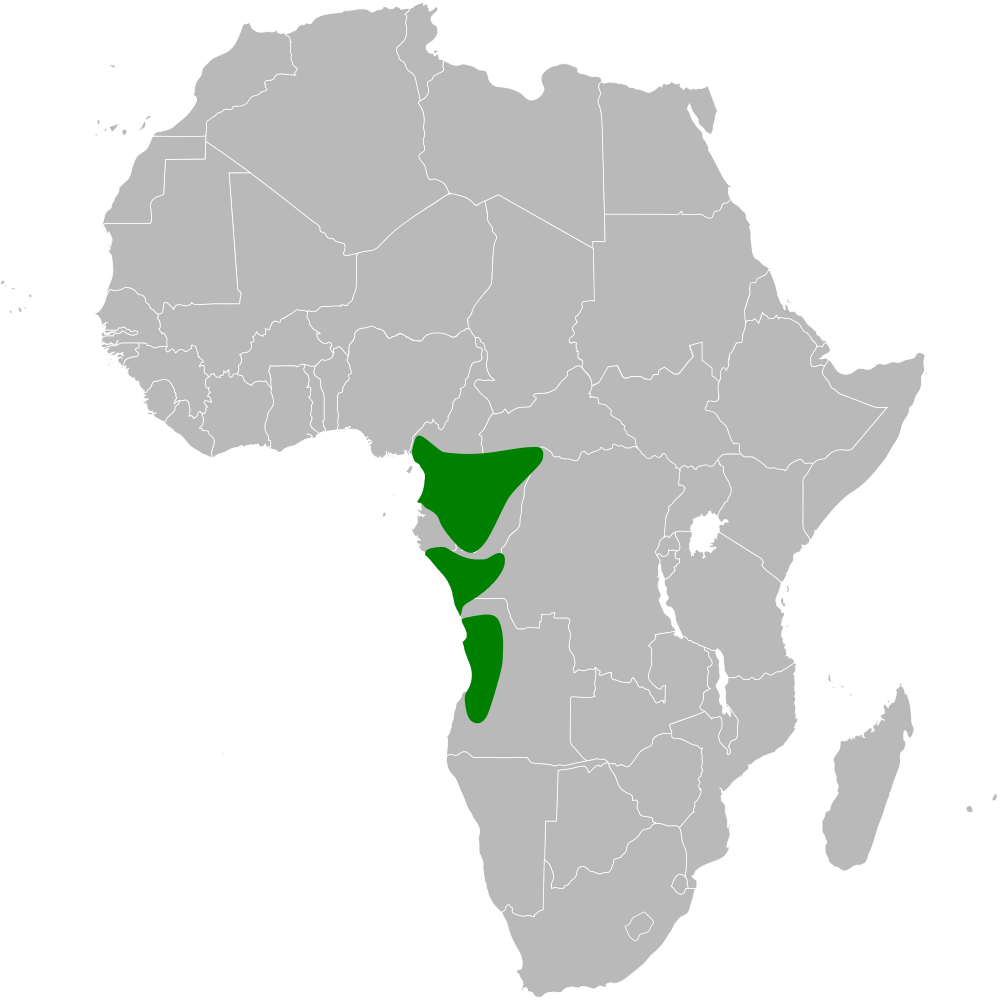
Ausbreitungsgebiet des Falkensteinbülbüls

Der Vogel kommt in Südwestafrika offenbar in mehreren unzusammenhängenden Populationen vor in Äquatorialguinea, Angola, in der Demokratischen Republik Kongo, in Gabun, Kamerun und in der Zentralafrikanischen Republik.
Der Lebensraum umfasst isolierte Waldinseln, dichten Sekundärwald, Galeriewald und Uferdickicht, eigentliche Waldgebiete werden gemieden, Lichtungen, Waldränder, verlassenes Farmland, Plantagen und verlassene Gärten werden bevorzugt.
Der Artzusatz bezieht sich auf Dr. Julius August Ferdinand Falkenstein.
Dieser Bülbül ist zumindest in Gabun ein Standvogel.

## Merkmale
Die Art ist 18–20 cm groß, das Männchen wiegt 37–41, das Weibchen 29–37 g, ein mittelgroßer Bülbül mit gelber Kehle, hellgrüner Ober- und grauer Unterseite. Die Zügel und Wangen sind dunkelgrau, der übrige Kopf ist ebenso wie die Nackenseiten und die ganze Oberseite hell olivgrün, einschließlich der Flügel und des Schwanzes. Kinn und Kehle sind hell zitronengelb, die Unterseite ist blass grau und geht nach hinten in cremeweiß über. Die Unterschwanzdecken sind leicht gelblich-olivfarben, die Flügelunterseite ist schwefelgelb. Die Iris ist dunkelrot, karminrot oder orangerot, der Schnabel schwärzlich oder dunkel grünlich-grau, die Beine sind blau oder blaugrau. Die Geschlechter unterscheiden sich nicht, das Weibchen ist lediglich etwas kleiner. Jungvögel haben gelbe Mundwinkel und hellbraune Augen.
Die Art unterscheidet sich vom Gelbbauchbülbül (Chlorocichla flaviventris) durch die graue und nicht gelbe Unterseite und den fehlenden Augenring. Außerdem ist der Gelbbauchbülbül zwar auch grünlich oben, aber brauner. Gegenüber der Unterart flavigula des Gelbkehlbülbüls (Atimastillas flavicollis) ist dieser Bülbül kleiner, grün und nicht braun auf der Oberseite, hat keine gelbe Kehle und hat rote und nicht blasse Augen. Der Hartlaubbülbül (Chlorocichla simplex) hat eine weiße Kehle und braune Oberseite.

## Geografische Variation
Von Birds of the World (die vorgeschlagene Unterart C. f. viridescentior ist nicht zu unterscheiden) und der International Ornithologists’ Union (IOC) wird die Art als monotypisch betrachtet.
Die Datenbank Avibase unterscheidet folgende Unterarten:
- C. f. falkensteini (Reichenow, 1874), Nominatform – Süden der Zentralafrikanischen Republik bis Mbini, Südwesten der Demokratischen Republik Kongo und Nordangola
- C. f. viridiscentior (Sharpe, 1904), – Südkamerun (Dja-Fluss)

## Stimme
Der Ruf wird als Folge von 6 bis 10 nasalen oder krächzenden Lauten „kik-kuk-ku-kwéé-uk-wik-e-wik-kup“ oder „kip-kop-ko-kwéé-ko-witawit-kup“ beschrieben und erinnert an den Gelbbauchbülbül und den Hartlaubbülbül.

## Lebensweise
Die Nahrung besteht hauptsächlich aus Beerenobst und anderen Früchten, auch aus Insekten und Raupen, die paarweise, in kleinen Familiengruppen, seltener auch in gemischten Jagdgemeinschaften gesucht werden. Die Art ist ortsständig.
Die Brutzeit liegt im Mai und Juli in Kamerun, im November in Gabun. Das Gelege besteht aus 2 Eiern, die vom Weibchen bebrütet werden.

## Gefährdungssituation
Der Bestand gilt als „nicht gefährdet“ (Least Concern).